# 恩津郡
恩津郡（ウンジンぐん、은진군）または恩津県（ウンジンけん、은진현）は現在の韓国忠清南道論山市にある朝鮮の郡・県で、江景邑と論山邑が属しており、朝鮮後期に公州牧での公州を除いて最も多い人口が居住した地域だ。現在の論山市中部地域の前身にあたる。

## 歴史
1418年、太宗の時、徳恩県を地域の人々の要請に応じて恩津と改めて呼んだ。世宗実録と輿地図によると、15世紀5百6戸に人口が1千717人だったが、18世紀には4千811戸に1万7,920人に増加した。恩津は公州の中でも公州の次に大きな人口と経済規模を持っていた。
19世紀の恩津県江景は浦口に近い大都会と認識され、全国15大市場に成長した。林園経済志によると、恩津江景市場は忠清道の他の地域に比べて米、豆、魚、塩をはじめ、綿布、鉄物、タバコに至るまで様々な種類の物品が取引されていた。
他にも恩津は世祖のとき、左議政鄭昌遜をはじめとする権力者の農場があり、朝鮮後期にも忠勲府をはじめとする権力衙門と宮廷所有の土地があった。
1895年23府制施行で全国の県が郡に統一され、恩津郡となり、1914年魯城郡、連山郡、石城郡の一部とともに論山郡に統合され、1917年には大鳥谷面が恩津面に改称したあとその地名は残っている。

## 経済
恩津県は恩津と江景浦の市場税の一部を王族が奪ったことが問題になるほど、商業が盛んな地域だった。特に恩津江景浦は19世紀の大きな都市として注目され、江景を経てソウルに輸送される租税輸送にとっても重要な地域だった。18世紀恩津江景浦を経て上納される忠清道各邑の田税穀を調べると、公州3,599石、定山579石、石城524石、連山1,068石、伊山931石、恩津1,310石であった。合計は8,011石で、これは忠清道上納田税穀の全体28,938石の27.7％に達した。
論山は水路を利用して江景に進むことができた。恩津県には3つの場所に市場があったが、恩津官衙（現在恩津小学校）の前、論山浦付近、金浦面恩津税倉の隣（江景浦）だった。時には江景浦と論山浦が競争を見せたが、例えば1799年に洪水で論山港の水深が深まると江景までしか入っていない商船が論山に集まった。すると、江景の商人たちは自分たちが元々船舶に対して主人権を持って国家に一定の税を捧げていたと商権を主張した。これに対し、論山の商人は船のどこにでも出入りできるものだと反論した。

## 交通
恩津は陸地交通上でも全羅道と忠清道を結ぶ重要な道路だった。恩津県から四方に向かった道路を通じて公州と連山、礪山と全州が続いたからだ。すなわち、布川路は三南を行き来する大きな道であり、新橋路を通って礪山黄河町に至り、東之院路を通じて全州仁川場とつながった。 論山路を通じては伊山と石城につながり、公州につながった。したがって、戦争の際には全羅道と忠清道を結ぶ兵站上重要な地域として、丁酉再乱（1597年）当時、恩津地域を中心に倭軍と激しい戦闘があった。

## 管轄地
連山の県監は、可也谷をはじめとする14面で56里を管轄した。輿地図書には、以下のように連山県管轄の14面とその人口を記録している。
- 可也谷 1450人
- 葛麻洞 991人
- 豆上面 1105人
- 豆下面 820人
- 大鳥谷面 1392人
- 竹本面 991人
- 九子谷面 1287人
- 道谷面 1752人
- 彩雲面 1056人
- 金浦面 2529人
- 花山面 1014人
- 城本面 1334人
- 花枝山面 1851人
- 松山面 903人

これをすべて合わせれば17920人ある。
人口数で見ると、公州税倉と恩津税倉があり、江景浦がある金浦面が最も多く、その次が内洞、灌燭里、鷲岩里、論山里、花枝里を含めて連山税倉があった花枝山面である。

## 1914年以降
| 府令第111号 |            |                                                            |
| 旧行政区域 | 新行政区域 | 新行政区域                                                 |
| 恩津郡金浦面 | 江景面     | 남정、대정정、대화정、본정、서정、북정、염정、중정、황금정 |
| 恩津郡花枝山面 | 論山面     | 본정、욱정、영정、관촉리、注川里、취암리                   |
| 恩津郡城本面 | 大鳥谷面   | 강산리、남산리、등리、해창리                               |
| 恩津郡大鳥谷面 | 大鳥谷面   | 방축리、용산리、연서리                                     |
| 恩津郡松山面 | 大鳥谷面   | 교촌리、내동리、와야리                                     |
| 恩津郡道谷面웅전리/신기리/초현리/토양리 일부/(여산군 피제면) 사천리 일부、신촌리 일부/직촌리 일부/(화산면) 하리 일부/(채운면) 평촌리 일부/(김포면) 삼거리 일부/상강리 일부、후동리/가동리/심암리/동교리/이화리 일부/음지리 일부/(피제면) 사천리 일부、우기리/이화리 일부/토양리 일부/(대조곡면) 방축리 일부、화정리/상동리 일부/음지리 일부/신촌리 일부 | 大鳥谷面   | 토양리                                                     |
| 恩津郡道谷面웅전리/신기리/초현리/토양리 일부/(여산군 피제면) 사천리 일부、신촌리 일부/직촌리 일부/(화산면) 하리 일부/(채운면) 평촌리 일부/(김포면) 삼거리 일부/상강리 일부、후동리/가동리/심암리/동교리/이화리 일부/음지리 일부/(피제면) 사천리 일부、우기리/이화리 일부/토양리 일부/(대조곡면) 방축리 일부、화정리/상동리 일부/음지리 일부/신촌리 일부 | 彩雲面     | 삼거리、심암리、우기리、화정리                             |
| 恩津郡花山面하리 일부/신촌리 일부/(김포면) 홍교리/신장리/상강리 일부/장곶리 일부/삼거리 일부/북촌리 일부/(석성군 삼산면) 대장리 일부/소장리 일부/(병촌면) 대중리 일부、상리/순촌리/(대조곡면) 토현리 일부、중리 일부/광교리 일부、석현리/하리 일부/신촌리 일부/(도곡면) 직촌리 일부/(김포면) 상강리 일부                                                | 彩雲面     | 신촌리、상리、중리、하리                                   |
| 恩津郡彩雲面양촌리/신기리 일부/중내리 일부/성서리 일부/(김포면) 삼거리 일부/황산리 일부/상강리 일부、제내리/신기리 일부/관산리 일부/평촌리 일부/중내리 일부/(여산군 북일면) 신흥리 일부 | 彩雲面     | 산양리、제내리                                             |
| 恩津郡九子谷面 | 九子谷面   | 금곡리、마산리、소룡리、양지리、죽평리                     |
| 恩津郡竹本面 | 九子谷面   | 동산리、시묘리、죽본리                                     |
| 恩津郡下豆面 | 九子谷面   | 삼전리、야촌리、왕암리                                     |
| 恩津郡上豆面 | 可也谷面   | 강청리、양촌리、육곡리、중산리                             |
| 恩津郡葛麻面 | 可也谷面   | 목곡리、병암리、산노리、석서리、함적리                     |
| 恩津郡可也谷面 | 可也谷面   | 두월리、등리、성덕리、조정리、종연리                       |